# Vicente La Ferla
Vicente La Ferla (Buenos Aires, 3 de diciembre de 1926 - 25 de julio de 2024), fue un director de orquesta y pianista argentino.

## Estudios
Cursó sus estudios en el conservatorio Manuel De Falla, egresando con el título de profesor de piano en 1949. Fue luego director de esta institución durante un breve tiempo y profesor de Lenguaje Musical y Música de Cámara en la década de 1970, al igual que en el conservatorio “Gilardo Gilardi” de La Plata. Prosiguió sus estudios musicales con Amalia Coq de Weingand, Francisco Amicarelli y Erwin Leuchter. 
Inició sus actividades en el Teatro Lírico en 1947 en el Teatro Argentino de La Plata. En 1951 inició su actividad como director con la operetta “El murciélago”, de J. Strauss.
Como director artístico de la temporada lírica de 1962 en Córdoba, estrenó en esa provincia “Cosí fan tutte” de Mozart y “Hänsel y Gretel” de Humperdinck. 

## Trayectoria
Participó en el primer curso panamericano de dirección orquestal en México en 1957, con la conducción de Igor Markevitch. Regresó a México en 1959 para la tournée de la Ópera de Cámara actuando en el Palacio de Bellas Artes en la ciudad capital y luego en Buenos Aires donde dirigió “Il trionfo dell´onore” de Scarlatti y “L´inganno felice” de Rossini, entre otras. 
Vinculado al Teatro Colón desde 1960 ha dirigido numerosas obras, entre ellas “Il trittico” de Puccini y “L´elisir d´amore” de Donizetti. Es invitado en varias ocasiones por la Universidad Nacional de Tucumán desde 1964 para actuar al frente de la Orquesta Sinfónica de esa provincia. 
En 1970 ejerce la dirección artística del Teatro Argentino (del cual había sido Director Interino en septiembre de 1955), conmemorando el Año Beethoveniano, a 200 años del natalicio del compositor. 
En la Academia Chigiana de Siena realizó un curso bajo la dirección de Franco Ferrara. Su labor en la Academia fue distinguida con el Diploma de Mérito (1971). 
En 1973 colaboró junto a Gianna Pederzini y Titto Gobbi en el Curso Académico Internacional de Canto Lírico de la Academia de Santa Cecilia de Roma. Contemporáneamente inicia su colaboración con el Teatro Comunale di Genova y más tarde en Bologna, como Director Musical del Escenario. El maestro Fernando Previtali, director artístico de Génova en 1975, le confió la dirección del Concierto Conmemorativo del XXX Aniversario de la Resistencia en el Palazzo Ducale de esa ciudad.
En 1976 en Génova dirigió el estreno italiano de la Tercera Sinfonía de Shostakovich. Como director fundador de la “Piccola Orchestra del Tigullio”, dirige “Il maestro de cappella” de Cimarosa –de este mismo autor dirigió en 1981 en el Teatro Regio de Turín “Il matrimonio segreto”- e “Il maestro di música” de Pergolesi. 
En 1978 fue designado secretario artístico del Teatro alla Scala de Milán, cargo que abandona en 1980 a raíz de una invitación del Teatro Colón para ocupar el cargo de jefe de estudios. En el Colón dirigió en 1981 “I quattro rusteghi” de Wolf Ferrari. 
En el Teatro Massimo de Palermo, del cual fue secretario artístico, dirigió “Simon Boccanegra” de Verdi y “La fanciulla del West” de Puccini. 
Dirigió Turandot en la National Grand Opera, Nueva York, en 1988, con un elenco encabezado por Adelaida Negri, Giorgio Tieppo y Maria Pellegrini. 
En 1996, funda el Coro del Teatro de la Maestranza en Sevilla, preparándolo en diversos títulos como Rigoletto, Alahor en Granada, Don Carlo, Turandot, Cavalleria Rusticana, I Pagliacci y Le Cid, Falstaff, Lucia di Lammermoor e Il Barbiere di Siviglia, entre otros.
Realizó diversos conciertos y giras con artistas de la talla de Chris Merritt, Gianfranco Pastine y Katia Ricciarelli, entre otros. 
Óperas dirigidas en el Teatro Colón: Gianni Schicchi (temporada de verano 1964). L´Elisir d´Amore (1966 y 1983), La Bohéme (1979), Madama Butterfly (1980), I Quattro Rusteghi (1981), Doña Francisquita (1982).